# Maranta phrynioides
Maranta phrynioides är en strimbladsväxtart som beskrevs av Friedrich August Körnicke. Maranta phrynioides ingår i släktet Maranta och familjen strimbladsväxter. Inga underarter finns listade.